# Bayaldyr
Bayaldyr är en ort i Kazakstan.   Den ligger i oblystet Sydkazakstan, i den södra delen av landet, 1 000 km söder om huvudstaden Astana. Bayaldyr ligger 196 meter över havet och antalet invånare är 2 276.
Terrängen runt Bayaldyr är mycket platt. Runt Bayaldyr är det mycket glesbefolkat, med 2 invånare per kvadratkilometer. Det finns inga andra samhällen i närheten. Omgivningarna runt Bayaldyr är i huvudsak ett öppet busklandskap.